# Beaver Brook Reservation
Das Gebiet Beaver Brook Reservation ist ein 24 ha großer State Park in Belmont und Waltham im Bundesstaat Massachusetts der Vereinigten Staaten. Der Park wird vom Department of Conservation and Recreation verwaltet und ist Teil des Metropolitan Park System of Greater Boston. Es ist das erste Schutzgebiet, das durch die damals neu gegründete Metropolitan Park Commission im Jahr 1893 ausgewiesen wurde.

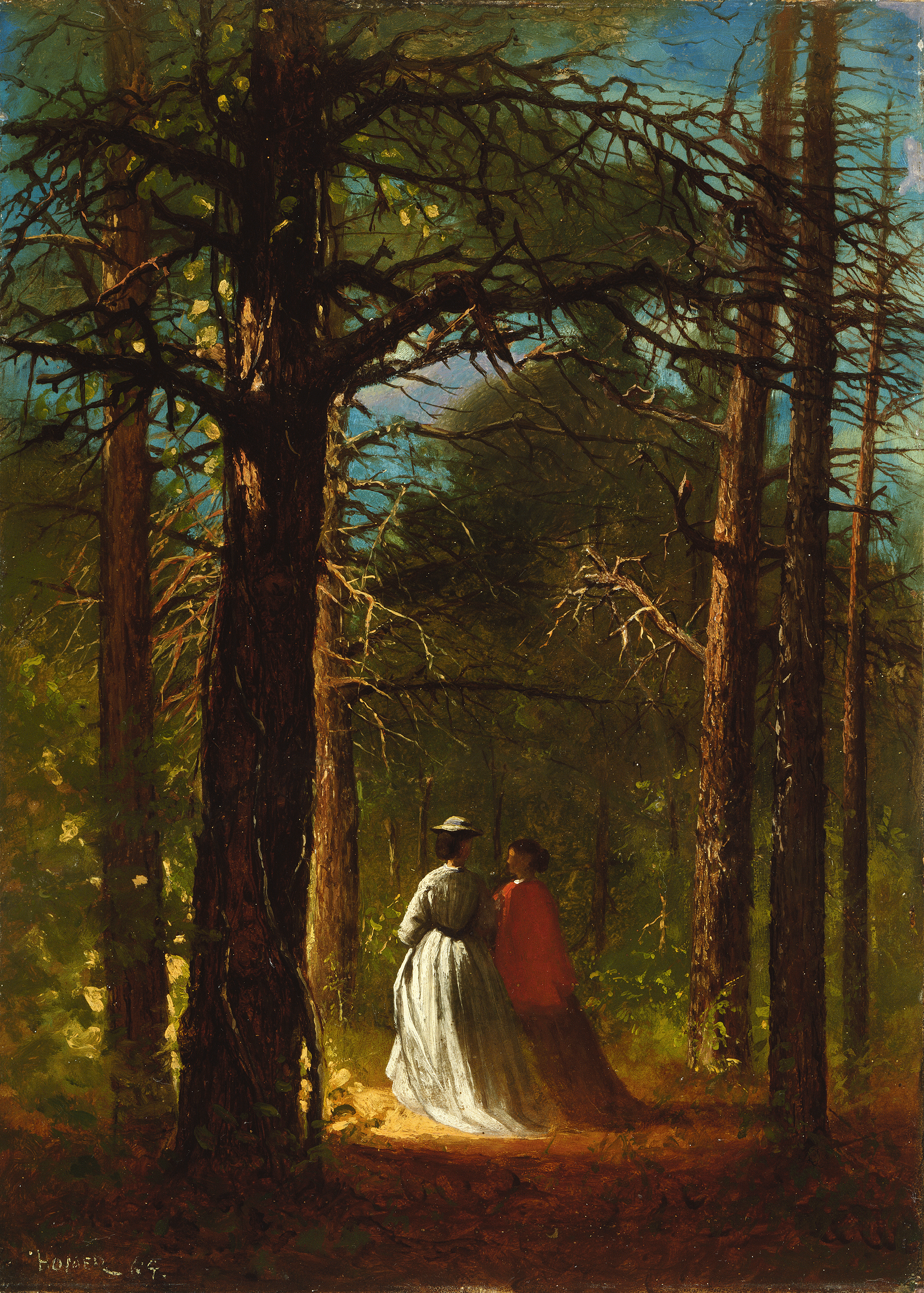
Dieses Bild von Winslow Homer mit dem Titel Waverly Oaks hängt im Museo Thyssen-Bornemisza.

Im Park gibt es verschiedene Waldflächen, Feuchtgebiete und offene Sportplätze, einen kaskadierenden Wasserfall sowie eine Möglichkeit zum Wassertreten. Ein Teil der Parkfläche gehörte im 19. Jahrhundert Robert Morris Copeland, dessen Haus bis heute im Park besichtigt werden kann. Es gibt außerdem eine Stelle zu sehen, an der im 19. Jahrhundert Stoffe gewalkt wurden.
Der Park kann zu Fuß oder auf den angelegten Fahrradwegen erkundet werden, auch das Angeln ist erlaubt. Darüber hinaus finden regelmäßig Bildungsveranstaltungen auf dem Gelände statt.